# 기니의 대통령
기니의 대통령(프랑스어: Président de la République de Guinée)은 기니의 국가원수이다. 현재 2021년 기니 쿠데타로 집권한 대통령 권한대행이자 국가화해발전위원회(CRND) 의장인 마마디 둠부야이다.

## 역대 대통령 목록
아래는 기니의 대통령 목록이다.
| 대 | 사진 | 이름                                             | 취임일           | 퇴임일                                     | 소속 정당                        |
| -- | ---- | ------------------------------------------------ | ---------------- | ------------------------------------------ | -------------------------------- |
| 1  |      | 아메드 세쿠 투레 (1922-1984)                     | 1958년 10월 2일  | 1984년 3월 26일 (재임 중 사망)             | 기니 민주당 - 아프리카 민주 연합 |
| -  |      | 루이 란사나 베아보기 대통령 권한대행 (1923-1984) | 1984년 3월 26일  | 1984년 4월 3일 (쿠데타로 축출)             | 기니 민주당 - 아프리카 민주 연합 |
| 2  |      | 란사나 콩테 (1934-2008)                          | 1984년 4월 3일   | 2008년 12월 22일 (재임 중 사망)            | 군인 / 통일진보당                |
| -  |      | 아부바카르 송타레 대통령 권한대행 (1944-2017)    | 2008년 12월 22일 | 2008년 12월 24일 (쿠데타로 축출)           | 통일진보당                       |
| 3  |      | 무사 다디스 카마라 대통령 권한대행 (1964- )      | 2008년 12월 24일 | 2009년 12월 3일 (암살 기도 이후 능력 상실) | 군인                             |
| -  |      | 세쿠바 코나레 대통령 권한대행 (1966- )           | 2009년 12월 3일  | 2010년 12월 21일                           | 군인                             |
| 4  |      | 알파 콩데 (1938- )                               | 2010년 12월 21일 | 2021년 9월 5일 (쿠데타로 축출)             | 기니 인민단합당                  |
| -  |      | 마마디 둠부야 대통령 권한대행 (1980- )           | 2021년 9월 5일   | 현재                                       | 군인                             |

## 같이 보기
- 기니
  - 민주 발전을 위한 국민 회의